# ツルギエチオピア
ツルギエチオピア（学名：Taractes rubescens）は、シマガツオ科に属する魚類の一種。

## 分布
駿河湾、沖縄島、太平洋及び大西洋の熱帯海域に分布する。

## 特徴
体長80cm。体色は光沢のある鈍銀。眼の後上方に鱗のない部分がある。
シマガツオ、ヒレジロマンザイウオに似ているが腹びれの位置、大きさが異なる。本種の腹びれは大きく、その前方は平坦で左右に広い。
また尾びれの付け根に白い強力な棘が尾部背面に3-4個ある。

## 利用
市場では混称しシマガツオと同様、エチオピアと呼ばれる。
マグロの延縄漁で漁獲され、主に魚肉練り製品の材料とされている。